# 萧子伦
蕭子伦（479年—494年11月10日），字云宗，齊武帝蕭赜第十三子。

## 母
傅充华，齊武帝的妃嫔，齊高帝建元元年（479年），生蕭子伦，齊武帝即位后，被封为充华。

## 生平
永明二年七月甲申（484年8月20日），封巴陵王。永明七年二月癸卯（489年4月15日），出任持节、都督南豫州、司州军事、南中郎将、南豫州刺史。隆昌元年（494年），改任散骑常侍、左将军。
延兴元年十月戊戌（494年11月10日），蕭子伦被宣城王萧鸞所杀，时年十六岁。

## 屬官

### 府佐
南中郎府（489年－492年）
- 顧憲之，巴陵王南中郎長史[1]
- 蕭衍，巴陵王南中郎法曹行參軍[2]

北中郎府（492年－494年）
左軍府（494年）

### 國官
巴陵王國（484年－494年）
- 蕭遙欣，巴陵王文學[3]

## 延伸阅读
[在维基数据编辑]
 《南齊書·卷40》，出自萧子显《南齊書》